# Tengah (Manggeng)
Tengah is een bestuurslaag in het regentschap Aceh Barat Daya van de provincie Atjeh, Indonesië. Tengah telt 456 inwoners (volkstelling 2010).